# Terminal 21

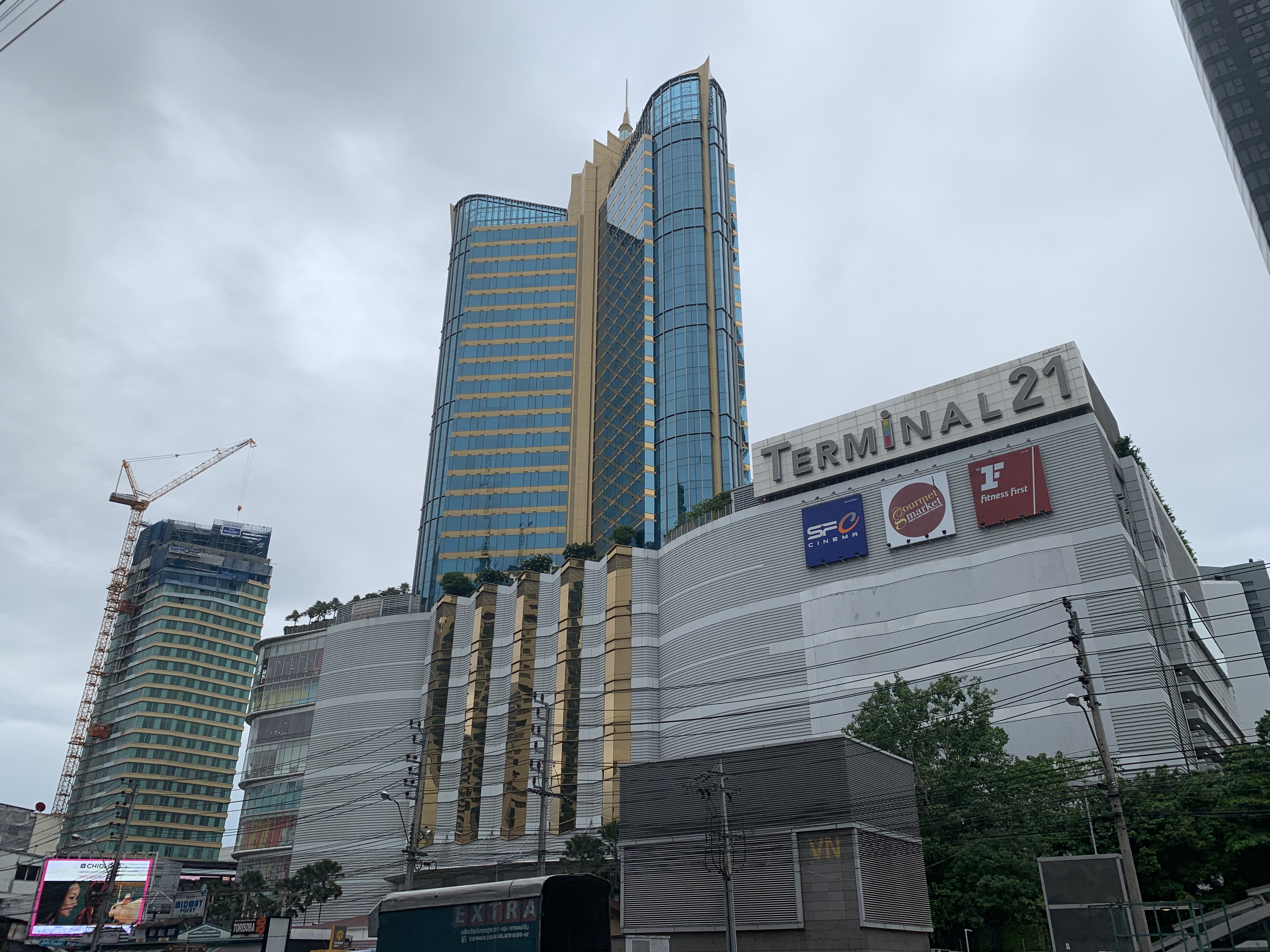
Terminal 21 バンコク

Terminal 21（ターミナル21）は、タイ王国の首都バンコクのスクンビット通りにあるショッピング・モールである。

## 概要
2011年に開店。バンコク及びその近郊には、セントラル・グループの運営するショッピング・センターが数多くあり、内装や出店する店がほぼ同じであるため、どこも似通っていて個性が無い。そのような状況下で、Terminal 21 は開店したが、各階が世界のある1都市をテーマにした造りとなっていて、階ごとに独自性がある。そのためか、平日、休日に関わらず、大勢の買い物客や観光客などで賑わいを見せている。フードコートも安くて人気がある。店内には公衆無線LANのサービスがある。上層階には、グランド センター ポイント ホテル ターミナル 21がある。
空港を模した内装でも他のショッピングモールとの差別化を図っている。
バンコク・スカイトレインのアソーク駅と直結している。バンコク・メトロのスクンビット駅よりも近い。

## 各階のテーマ及びテナント
- LG階 - カリブ海
  - Gourmet Market (スーパーマーケット)
- G階 - ローマ
- M階 - パリ
- 1階 - 東京
- 2階 - ロンドン
- 3階 - イスタンブール
- 4階 - サンフランシスコ (市街)
- 5階 - サンフランシスコ (桟橋)
  - Pier21 (フードコート)
- 6階 - ハリウッド
  - 映画館

## 店舗
- アソーク
- コラート
- パタヤ
- ラーマ3